# Anna Cornelia Holt
Anna Cornelia Holt (getauft am 30. April 1671 in Zwolle; gestorben zwischen 1692 und 1706 ebenda) war eine niederländische Malerin.

## Leben und Werk

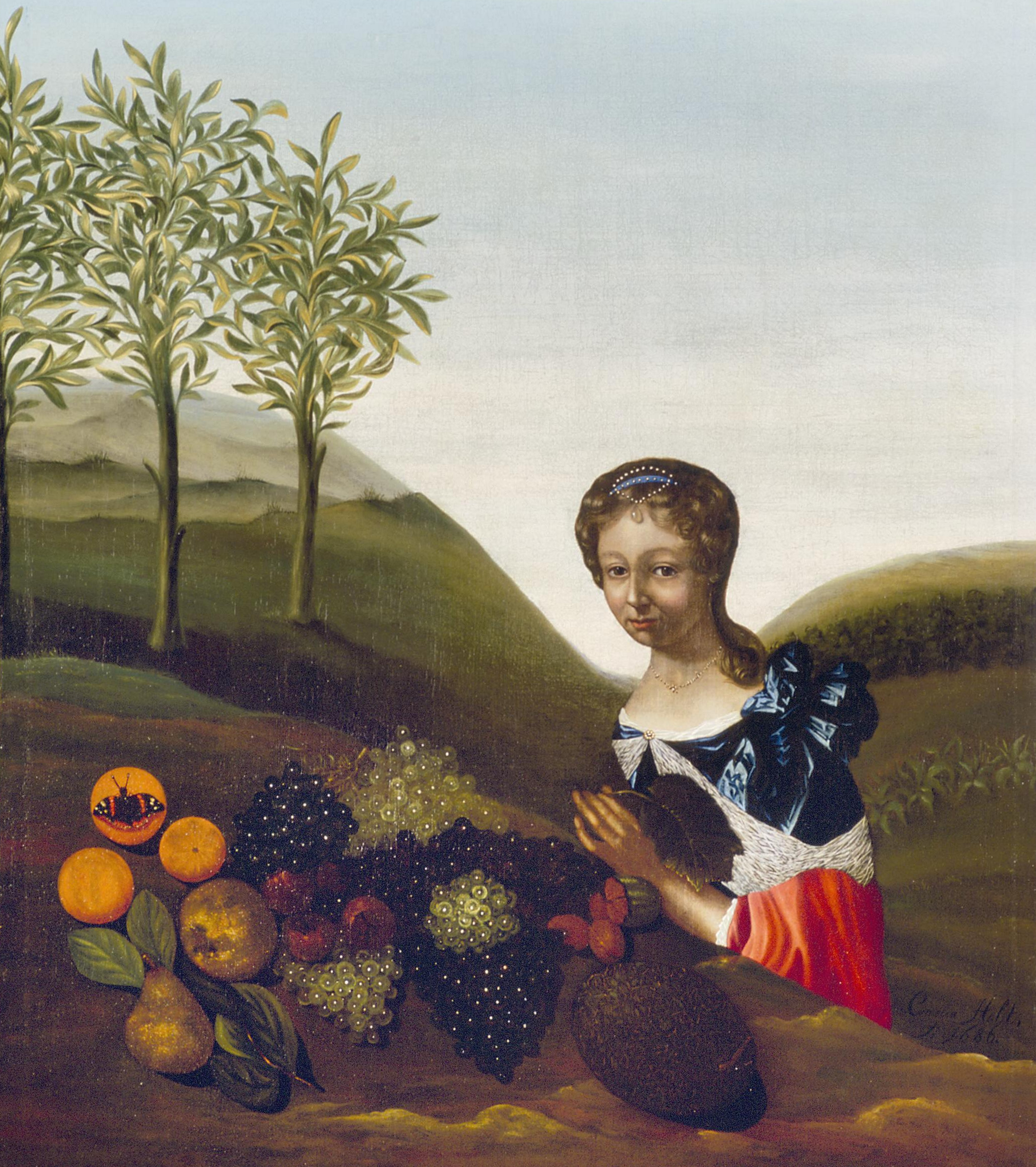
Porträt einer jungen Frau mit Stillleben in einer Landschaft, 1686

Anna Cornelia Holt wurde 1671 als Tochter von Herman Holt (1643–1672) und Armarenta Holt († 1714) in Zwolle getauft. Sie war das zweite Kind, ihr Vater starb ein Jahr nach ihrer Geburt. Anna Cornelia Holt blieb vermutlich unverheiratet. Sie starb  zwischen 1692 und 1706 in Zwolle.
Sie war die Nichte von Aleida Greve und Cornelia van Marle sowie die Cousine von Sophia Holt, die ebenfalls Malerinnen und mit ihr zusammen Schülerinnen des Malers Wilhelmus Beurs waren. Er sagte später über die vier jungen Damen, sie seien seine „sehr geschätzten und geliebten Schülerinnen, seine Freude und Krone“ gewesen. Alle vier fertigten großformatige Gemälde von etwa 115 mal 100 Zentimetern an, in jener Zeit eine für Amateure bemerkenswerte Größe.
Das Gemälde von Anna Cornelia Holt zeigt eine junge Frau, die ein Blatt in einer kargen Hügellandschaft mit einigen Bäumen hält. Der Vordergrund wird durch ein Stillleben ausgefüllt, welches aus einheimischen und exotischen Früchten, auf dem ein Schmetterling ruht, besteht. Es ähnelt in seiner Komposition stark dem (Selbst-)Porträt ihrer Cousine Aleida Greve. Anna Cornelias Werk könnte auch ein Selbstporträt sein. Sie signierte ihr Gemälde mit „Cornelia Holt“. Die collagierte Struktur des Raumes lässt das Gemälde sehr zeitgenössisch wirken. Das Bild ist erhalten, es befindet sich mit den Gemälden ihrer Verwandten im Salon des Vrouwenhuis in Zwolle. Die Komposition der Bilder dort ist eine Besonderheit, da sie über die Jahrhunderte gemeinsam erhalten geblieben sind.